# Грановский, Михаил Григорьевич
Михаи́л Григо́рьевич Грано́вский (род. 15 июля 1971, Москва) — российский дирижёр. Главный дирижер Ростовского государственного музыкального театра (с октября 2023).

## Биография
Родился в Москве 15 июля 1971 года в семье профессиональных музыкантов.
1979—1989 — учился в Московском хоровом училище имени А. В. Свешникова. Окончил дирижёрско-хоровое отделение (класс проф. Б. Тевлина) и отделение оперно-симфонического дирижирования (класс проф. Г. Рождественского) Московской консерватории имени П. И. Чайковского. Как пианист участвовал в мастер-классе профессора В. И. Маргулиса в г. Фрайбурге (Германия). Как дирижёр неоднократно участвовал в мастер-классах профессора Хельмута Риллинга (Германия).
2001—2013 — дирижёр в Большом театре. Дирижировал балетами и операми, включая «Сказание о невидимом граде Китеже и деве Февронии», «Снегурочка», «Царская невеста», «Золотой петушок», «Моцарт и Сальери»  Н. Римского-Корсакова, «Иоланта» П. Чайковского, «Похождение повесы» И. Стравинского, «Летучая мышь» И. Штрауса. 
2008—2018 — главный приглашённый дирижёр Екатеринбургского театра оперы и балета, где осуществил ряд оперных («Мадам Баттерфляй» Дж. Пуччини, «Пиковая дама» П. Чайковского, «Hänsel und Gretel» Э. Хумпердинка) и балетных («Щелкунчик» П. Чайковского, «Золушка» С. Прокофьева, «Катя и принц Сиама» П. Овсянникова) постановок, а также концертных проектов. Дирижировал спектаклями: «Борис Годунов», «Хованщина» М. Мусоргского, «Руслан и Людмила» М. Глинки, «Князь Игорь» А. Бородина, «Евгений Онегин» П. Чайковского, «Травиата» Дж. Верди, «Русалка» А. Дворжака, «Сатьяграха» Ф. Гласса, «Пассажирка» М. Вайнберга и др. 
Гастролировал как оперный и балетный дирижёр в России (Михайловский театр, Пермский, Башкирский, Татарский, Красноярский театры оперы и балета, Царицынская опера и др.) и за рубежом (Бангкок, Лиссабон, Мехико, Сараево, Богота).
Работал с лучшими оркестрами России: ГАСО имени Е. Светланова, БСО имени П. Чайковского, Российским национальным оркестром, ГАСК России, АСО Санкт-Петербургской филармонии, Новосибирским АСО, Уральским АФО и др. Среди партнеров по сцене: М. Плетнев, В. Репин, Д. Мацуев, А. Рудин, Б. Березовский, В. Постникова, С. Догадин, А. Князев, А. Баева, Е. Мечетина, А. Гугнин, Ю. Фаворин, Ф. Копачевский, Н. Борисоглебский, Б. Андрианов, А. Рамм, В. Пьявко, О. Бородина, И. Абдразаков, С. Лейферкус, В. Маторин, В. Джиоева, М. Баянкина, Дм. Корчак, В. Ладюк, Е. Стихина, К. Делангль, А. Шилклопер, А. Притчин, Л. Генюшас, Н. Ахназарян, Е. Ревич, С. Поспелов, Н. Мндоянц, а также Э. Радзинский и О. Табаков.
С 2013 года - приглашённый дирижёр в Universal ballet (Сеул, Корея). Осуществил там мировую премьеру балета «Giselle» ( музыка - C. Gordon, хореограф - G. Murphy), дирижировал спектаклями «Баялерка”, “Жизель», «Shim Chung”, “The Love of Chunhyang” и др. С Новосибирским АСО для Universal ballet  записал все балеты  П. И. Чайковского, а также балеты «Жизель», Дон Кихот», “The Love of Chunhyang”.
В 2018 году входил в жюри композиторского конкурса в рамках фестиваля Московской филармонии «Другое пространство», а в 2021—2022 годах состоял в Экспертном совете II конкурса молодых композиторов «Партитура». Пропагандирует творчество молодых российских композиторов, а также возрождает из небытия музыку русских и советских композиторов, в частности, Александра Локшина (1920—1987).
2018—2022 — художественный руководитель и главный дирижёр Томского академического симфонического оркестра. В рамках международного фестиваля в Томске «Классическое лето имени Э. Денисова» в 2019 году провел масштабный гала-концерт к 90-летию Эдисона Денисова, исполнил мировые премьеры современных композиторов (Дмитрия Смирнова, Андрея Тихомирова, Константина Лакина, Алексея Чернакова), а также выступил дирижёром-постановщиком оперы «Иван-солдат» Э. Денисова. Гастролировал с Томским АСО в Новгороде, Казани и с пианистом Б. Березовским в Москве (2020). В 2021 году состоялась российская премьера Концерта для 2-х ф-но Б. Мартину в Томске. В 2021 году с Томским АСО выступил с большим успехом на Симфофоруме (Екатеринбург), в Москве и Санкт-Петербурге (Филармония-2, «Зарядье», Концертный зал Мариинского театра с Д. Мацуевым и А. Гугниным). В 2021 году участвовал в торжественной церемонии открытия Чемпионата мира по подводным видам спорта в Томске и в XVI Международном фестивале искусств имени Андрея Сахарова в Нижнем Новгороде.
Награждён грамотами и медалями Екатеринбургской и Томской областей.
С октября 2023 — главный дирижер Ростовского государственного музыкального театра. Как дирижер-постановщик участвовал в премьере трех балетов на музыку И. Стравинского: «Концертные танцы», «Игра в карты», «Пульчинелла» (в 2025 г. дирижировал этими балетами на Новой сцене Большого театра); балета «Шехеразада» Н. Римского-Корсакова (в хореографии И. Кузнецова). Его оперный репертуар пополнился «Турандот» Дж. Пуччини и «Леди Макбет Мценского уезда» Дм. Шостаковича. В 2024 г. провел спектакли театра (опера «Турандот», балет «Золушка») на Исторической сцене Большого театра. В 2024 г. был дирижером-постановщиком оперы «Аида» Дж. Верди (режиссер П. Сорокин). В 2025 г. стал дирижером-постановщиком мировой премьеры хореографической драмы Леонида Клиничева «Тихий Дон. Мелехов» к 120-летию М.А. Шолохова (хореограф И. Кузнецов, режиссер П. Сорокин, художник В. Окунев).

## Семья
Женат, имеет троих детей.